# Veľké Orvište
Veľké Orvište é um município da Eslováquia, situado no distrito de Piešťany, na região de Trnava. Tem 3,84 km² de área e sua população em 2018 foi estimada em 1.059 habitantes.

## Demografia
| Ano:        | 1994 | 2004   | 2014   | 2024   |
| ----------- | ---- | ------ | ------ | ------ |
| Broj ljudi: | 952  | 1004   | 1073   | 1046   |
| Razlika:    |      | +5,46% | +6,87% | -2,51% |

| Ano:               | 2023 | 2024   |
| ------------------ | ---- | ------ |
| Número de pessoas: | 1029 | 1046   |
| Diferença:         |      | +1,65% |